# 2009 KU36
2009 KU36, também escrito como 2009 KU36, é um objeto transnetuniano que está localizado no Cinturão de Kuiper, uma região do Sistema Solar. Ele possui uma magnitude absoluta de 9,2 e tem um diâmetro estimado com 64 km.

## Descoberta
2009 KU36 foi descoberto no dia 20 de maio de 2009.

## Órbita
A órbita de 2009 KU36 tem uma excentricidade de 0,164 e possui um semieixo maior de 42,992 UA. O seu periélio leva o mesmo a uma distância de 35,923 UA em relação ao Sol e seu afélio a 50,061 UA.